# The John Peel Sessions (album, Laibach)
The John Peel Sessions je album v živo skupine Laibach, ki je izšel leta 2002 pri založbi Strange Fruit. Skladbe so bile posnete na dveh snemanjih Peel Sessions, 15. junija 1986 in 7. aprila 1987, za potrebe radijca Johna Peela. Vinilna verzija je izšla konec leta 2024.

## Seznam skladb
Vse skladbe so delo skupine Laibach, razen kjer je posebej napisano.
| Št. | Naslov                                                                                   | Dolžina |
| --- | ---------------------------------------------------------------------------------------- | ------- |
| 1.  | „Krvava gruda - Plodna zemlja‟                                                           | 4:37    |
| 2.  | „Krst‟                                                                                   | 5:00    |
| 3.  | „Life is Life‟ (Ewald Pfleger, Günter Grasmuck, Kurt René Plisnier, Peter Niklas Gruber) | 6:55    |
| 4.  | „Leben-Tod‟                                                                              | 4:02    |
| 5.  | „Trans-National‟                                                                         | 4:48    |
| 6.  | „Krvoprelitje‟                                                                           | 7:17    |

## Osebje

### Laibach
- Dachauer
- Eber
- Keller
- Saliger

### Gostje
- Dare Hočevar – bas kitara
- Roman Dečman – bobni
- Oto Rimele – kitara

## Produkcija
- Inženir: Mike Robinson
- Producent: Dale Griffin